# 모리노미야역
모리노미야역(일본어: 森ノ宮駅, もりのみやえき)은 오사카부 오사카시 주오구에 있는 철도역이다.

## 이용 가능 철도 노선
- 서일본 여객철도
  - 오사카 순환선
- 오사카 시 교통국
  - ■ 주오 선
  - ■ 나가호리쓰루미료쿠치 선

## 타는 곳
서일본 여객철도
| 1 | ■ 오사카 순환선 (내선 순환) | ■ 보통 | 교바시·오사카 방면   |
| 2 | ■ 오사카 순환선 (외선 순환) |        | 쓰루하시·덴노지 방면 |

오사카 지하철

### 주오 선
| 1 | ■ 주오 선 | 나가타·이코마·갓켄나라토미가오카 방면(시종착열차용) |
| 2 | ■ 주오 선 | 나가타·이코마·갓켄나라토미가오카 방면               |
| 3 | ■ 주오 선 | 혼마치·벤텐초·유메시마 방면                         |

### 나가호리쓰루미료쿠치 선
| 1 | ■ 나가호리쓰루미료쿠치 선 | 교바시·가도마미나미 방면 |
| 2 | ■ 나가호리쓰루미료쿠치 선 | 신사이바시·다이쇼 방면   |

## 역 주변
- 오사카 부립 성인병 센터 병원
- 오사카 부 적십자 센터
- 오사카 부립 청소년 회관
- 오사카 국제 평화 센터
- JR서일본 모리노미야 차량기지
- 오사카 지하철 주오 선 모리노미야 검차장
- 모리시타 인단 본사 공장
- 오사카성·오사카 성 공원
- 모스버거 모리노미야 점
- 다마쓰쿠리 신사

## 역사
- 1932년 4월 21일: 국유철도 조토 선(현재 오사카 순환선) 운행 개시.
- 1961년 4월 20일: 화물 취급 중지.
- 1961년 4월 25일: 조토 선이 오사카 순환선의 일부가 되어, 당역도 그 소속역이 됨.
- 1967년 9월 30일: 주오 선 영업 개시.
- 1968년 7월 29일: 주오 선이 당역부터 후카에바시 역까지 연장, 중간역이 됨.
- 1987년 4월 1일: 국유철도민영화.
- 1996년 12월 11일: 나가호리쓰루미료쿠치 선이 영업 개시, 환승역이 됨.
- 2003년 11월 1일: JR서일본 ICOCA 공용 개시.

## 인접역
| 서일본 여객철도 오사카 순환선          | 서일본 여객철도 오사카 순환선  | 서일본 여객철도 오사카 순환선              |
| -------------------------------------- | ------------------------------ | ------------------------------------------ |
| 다마쓰쿠리 쓰루하시·덴노지 방면        | ● 오사카 순환선 모든 정기 열차 | 오사카조코엔 오사카·니시쿠조 방면          |
| ■ 오사카 메트로 주오선                 |                                |                                            |
| C18 다니마치 4초메 유메시마 방면       |                                | 미도리바시 C20 나가타 방면                 |
| ■ 오사카 메트로 나가호리쓰루미료쿠치선 |                                |                                            |
| N19 다마쓰쿠리 다이쇼 방면             |                                | 오사카 비즈니스 파크 N21 가도마미나미 방면 |